# پادشاه سلامت باد (مجموعه تلویزیونی)
پادشاه سلامت باد یک مجموعه تلویزیونی برزیلی است که توسط شبکه تلویزیونی شبکه رده گلوبو ساخته شده و از ۹ ژانویه تا ۳۰ ژوئیه ۲۰۱۸ پخش شده‌است، نسخه اصلی دارای ۱۷۴ قسمت است که در نمایش بین‌المللی به ۸۰ قسمت کاهش یافته‌است، این سریال دارای مضمون تخیلی در رابطه با پادشاهان، قدرت، عشق و روابط حاکم بر جامعه با چاشنی طنز در برخی کاراکترها می‌باشد.
انتشار این سریال در بین موفقیت سریال‌های بازی تاج و تخت و وایکنگ‌ها اتفاق افتاد و کاملاً الهام از این سریالها در آن مشهود است.

### پیش تولید

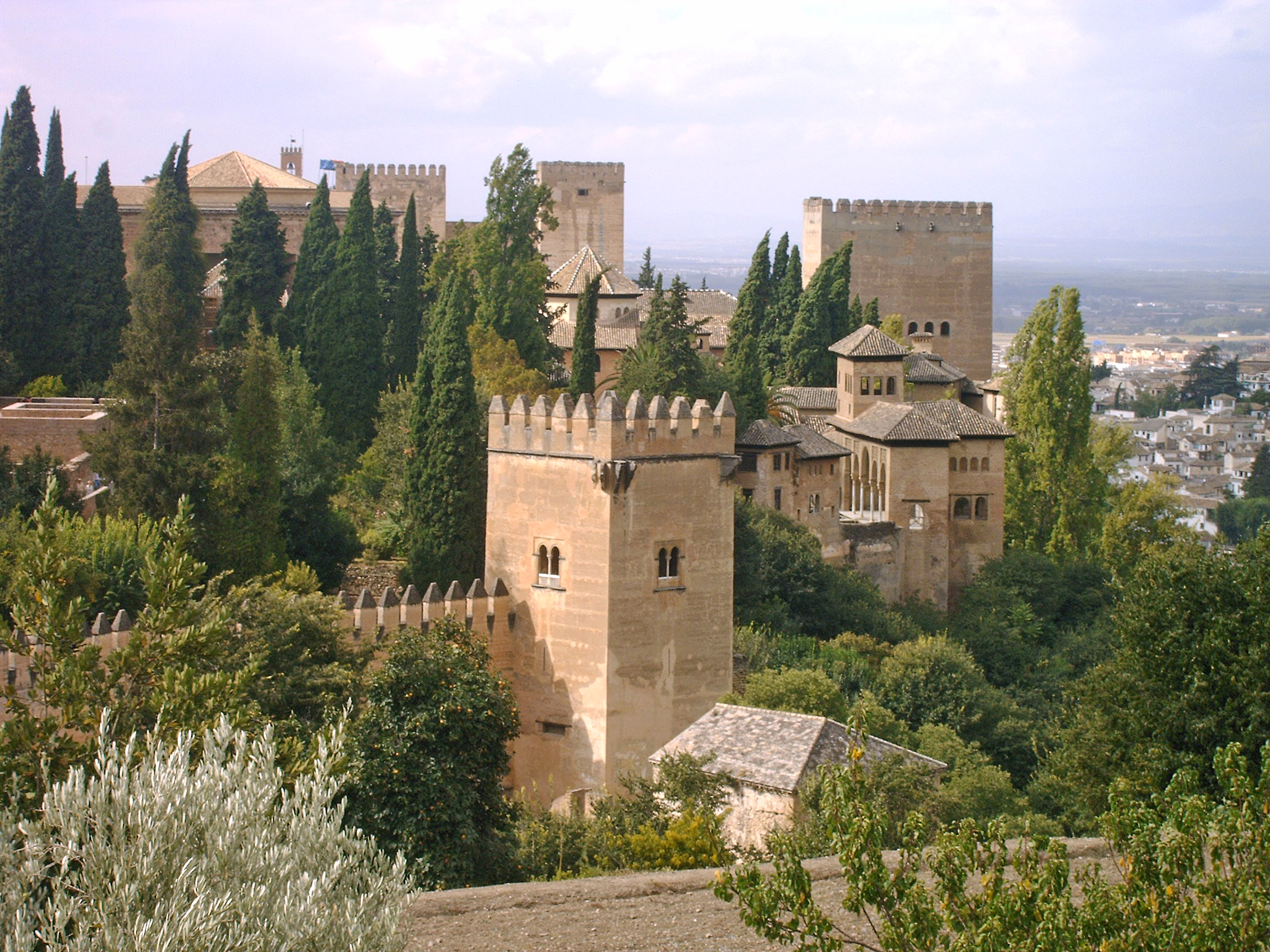
قلعه الهامرا در اسپانیا الهام بخش قلعه‌های منظره این طرح بود.

در ابتدا قرار بود بخشی از بازیگران را برای ضبط سریال به اروپا فرستاده شوند، اما با تخمین هزینه بسیار بالای ضبط در اروپا این روند لغو گردید و تنها گروه فیلم‌برداری برای ضبط صحنه‌های فضای باز به اروپا رفت تا با ترکیب صحنه‌ها با صحنه‌های ضبط شده در استودیو در برزیل بتوانند با هزینه کمتر فضاهای مورد نیاز را خلق کنند. در مارس ۲۰۱۷، گروه فیلم‌برداری برای گرفتن صحنه‌های بیرونی، مانند قلعه‌ها و دهکده‌های باستانی که به‌طور تاریخی نگهداری می‌شدند، به اسپانیا، اسکاتلند و ایسلند سفر کردند. همچنین برای ضبط مناظر شهر، در استودیو کمپانی صحنه ای به مساحت ۱۸۰۰ متر مربع ساخته شد.

## چکیده داستان
داستان این سریال در قرون وسطی در سرزمین پادشاهی کالیا که متشکل از چندین پادشاهی کوچکتر است و هر کدام حاکم محلی خود را دارد روی می‌دهد. مونتیمور یکی از سرزمینهای پادشاهی است که زیر نظر ملکه چرسیلیا اداره می‌شود. آلفونسو نوه ارشد ملکه، جوانی خوش قلب و حاکمی تواناست که برای پادشاهی مونیمور آماده می‌شود و برادر وی رودلفو نیز به میخوارگی و زنبارگی مشهور است. طی حادثه ای آلفونسو عاشق دختری از افراد عادی کشور همسایه آرتینا به نام آمیلیا می‌شود و بخاطر وی پادشاهی را به برادرش رودلفو می‌دهد و به زندگی مانند مردم عادی در کشور آرتینا روی می‌آورد. آمیلیا نامزد سابق تاجری بنام ویرگولیو است و نامزد سابق وی برای زوج جوان مشکلاتی بوجود می‌آورد. پس از کشمکش‌های فراوان آلفونسو در آرتینا به ریاست ارتش انتخاب می‌شود. آرتینا حکومتی محلی است که توسط پادشاه آگوستو و دخترش کاتالینا اداره می‌شود. کاتالینا از قدیم عاشق آلفونسو بوده و بعد از ازدواج وی با آمیلیا درصدد حذف آمیلیا است و در این مسیر به همه راهی از جمله به جادو متوسل می‌شود همچنین کاتالینا بدنیال کسب قدرت و فرمانروایی بر مونتیمور و آرتینا نیز هست و همواره در حال طرح نقشه و دسیسه چینی برای سایر پادشاهان و حتی پدر خود پادشاه اگوستو است. پس از جنگی که رخ می‌دهد کاتالینا با رودلوفو که زن سابق خود را به خیانت متهم نموده ازدواج می‌کند و آلفونسو با توجه به ظلم روزافزون رودلفو تصمیم به کودتا می‌گیرد که کودتا با خیانت ویرگولیو شکست می‌خورد و او بهمراه آمیلیا از آرتینا و مونیمور فرار می‌کند. پس از ماجراهای فراوان با دسیسه کاتالینا، آلفونسو از آمیلیا جدا می‌شود و با کاتالینا ازدواج می‌کند و به پادشاهی مونتیمور می‌رسد و برادش رودولفو نیز در سرزمنی دیگر پادشاه می‌گردد. در انتهای فیلم کاتالینا که مشخص می‌گردد خواهر آمیلیا از طرف پدری با مادری جادوگر است بجرم دسیسه اعدام می‌شود و آلفونسو و آمیلیا با هم در کلیسا با شکوه فراوان ازدواج می‌کنند.
شخصیت‌های فرعی زیادی در این سریال وجود دارند که از جمله جادوگری زیبا بنام بریس که مادر کاتالینا است و در انتهای فیلم کشته می‌شود. همچنین دختر جادوگری بنام سلنا که فرزند پادشاه اکتاویو است و در انتها با پدر خود در جنگی روبرو می‌شود و پدر در لحظه آخر او را به عنوان پادشاه جدید سرزمین خود معرفی می‌نماید. برادر آلفونسو، رودولفو نیز در انتها پس از ازدواج با شاهزاده تاتا دارای فرزند می‌گردد.
این سریال در وب سایت imdb با نام «خدا پادشاه را حفظ کند» نامیده شده‌است.

## بازیگران
- مارینا روی بلربوسا در نقش آمالیا
- رومیلو استرلا در نقش آلفونسو
- برونا مارکیوز در نقش کاتالینا
- بیا آرنتز در نقش بریس
- ماریا موشن در نقش سیلینا